# تپه چند آب گرمسار
تپه چند آب گرمسار مربوط به دوران‌های تاریخی پس از اسلام است و در شهرستان گرمسار، جنوب غرب چندآب واقع شده و این اثر در تاریخ ۲۵ خرداد ۱۳۸۱ با شمارهٔ ثبت ۵۸۱۶ به‌عنوان یکی از آثار ملی ایران به ثبت رسیده است.